# Castilia nortbrundii
Castilia nortbrundii är en fjärilsart som beskrevs av Archibald C. Weeks 1901. Castilia nortbrundii ingår i släktet Castilia och familjen praktfjärilar. Inga underarter finns listade i Catalogue of Life.